# Metzia mesembrinum
Metzia mesembrinum är en fiskart som först beskrevs av Jordan och Barton Warren Evermann 1902.  Metzia mesembrinum ingår i släktet Metzia och familjen karpfiskar. Inga underarter finns listade i Catalogue of Life.